# ترش تره
ترش تره، یکی از خورش‌های محلی استان گیلان است. این خورش از معروف‌ترین انواع غذای محلی استان گیلان به‌شمار می‌رود که با ترکیبی از سبزی مخلوط (شوید، گشنیز، نعناع، جعفری ،اسفناج، سبزی‌های محلی شمالی همچون چوچاق خالیواش تره کوهی تفت داده شده)، آرد برنج یا برنج نیم‌کوب، روغن، سیر خورد شده و تفت داده شده، اسفناج، آب نارنج، تخم مرغ و نمک تهیه می‌شود.

## مواد لازم[۲]
- اسفناج تازه
- سبزی (گشنیز، نعناع، جعفری، شوید)
- برنج خام
- تخم مرغ
- سیر
- پیاز سرخ کرده
- آب نارنج یا رب نارنج
- نمک و فلفل سیاه

## طرز تهیه[۲]
برنج را بشویید و با مقداری آب و نمک مخلوط کنید. بعد آن را روی حرارت قرار دهید تا بپزد. سبزی‌ها را هم پاک کنید و بشویید. بعد از اینکه آب اضافه سبزی‌ها خشک شد. آنها را خرد کنید. نصف سیر له شده را سرخ کنید و بعد سبزی خرد شده را داخل سیر سرخ شده تفت دهید. مخلوط سیر و سبزی تفت داده شده را به برنج پخته شده اضافه کنید. اسفناج‌ها را هم بزرگتر از سبزی‌ها خرد کنید و داخل خورشت بریزید. آگر آب خورشت زیاد بود حرارت را بیشتر کنید تا آب آن تبخیر شود. نارنج یا رب نارنج را به تدریج به خورشت اضافه کنید و خورشت را بچشید تا ترشی آن اندازه شود. در پایان پخت خورشت، بقیه سیر له شده را با کمی زردچوبه و روغن تفت دهید و به همراه 'تخم مرغ' و مقداری نمک داخل خورشت بریزید و هم بزنید. بعد از چند جوش، خورش را خاموش کنید.

## نحوه سرو
این خورش به صورت گرم سرو شده و غالباً با برنج کته، ماهی شور یا ماهی دودی با سیر و کل باقالی و زیتون صرف می‌گردد.